# بيت مارينو
بيت مارينو (بالإنجليزية: Pete Marino)‏ (23 أبريل 1973 ببومبانو سيتي في الولايات المتحدة - ) هو لاعب كرة قدم أمريكي في مركز الهجوم. لعب مع باير 04 ليفركوزن وتامبا باي موتيني ودي.سي. يونايتد وسبورتينغ كانساس سيتي وكولومبوس كرو وميامي فيوشن وريتشموند كيكرز وCocoa Expos ‏ وGeneration Adidas ‏.

## وصلات خارجية
- بيت مارينو على موقع الدوري الأمريكي (الإنجليزية)
- بيت مارينو على موقع قاعدة بيانات كرة القدم.إي يو (الإنجليزية)